# Schalterabbild
Das Schalterabbild stellt den Schaltzustand einer elektrotechnischen Anlage z. B. einer Schaltstation oder eines Umspannwerkes dar.

## Aufgabe
Es dient der Steuerung der betreffenden Anlage und ermöglicht das Selektieren von Anlagenteilen oder -bereichen. So erreichen bestimmte Befehle nur Anlagenteile, die laut Schalterabbild einen bestimmten Zustand – EIN oder AUS – aufweisen. Eine Verriegelung verschiedener Anlagenteile oder Primärgeräte (Leistungsschalter, Trenner) gegeneinander wird meistens über ein Schalterabbild realisiert.
Gleichzeitig kann es zur Kontaktvervielfältigung von Hilfskontakten der Primärgeräte dienen.

## Funktionsweise
Primärgeräte sind in der Regel mit Hilfskontakten ausgerüstet. Diese melden z. B. den Zustand des jeweiligen Gerätes, z. B. „Leistungsschalter Ein“ = Kontakt geschlossen. Solche Hilfskontakte sind am Primärgerät angebracht und somit z. B. in einer Schaltanlage über ein recht großes Gebiet verteilt. Um Material- und Montageaufwand zu reduzieren, werden von diesen Hilfskontakten auch Relais angesteuert: z. B. Hilfskontakt geschlossen = Relais angezogen.
Durch die kompakte Bauweise der Relais sind mehrere Relais, die von verschiedenen Primärgeräten angesteuert werden, auf kleinstem Raum unterzubringen (z. B. Schaltschrank, Schalttafel). Statt alle Steuerungssignale direkt über die Hilfskontakte an den Primärgeräten zu verdrahten, können die Kontakte der Schalterabbild-Relais verwendet werden.
Da die verwendeten Relais über mehrere Kontakte verfügen, kommt es auch zu einer Kontaktvervielfältigung: ein Relais kann mehrere Schließer/Öffner bereitstellen. Über ein solches Relais kann der Hilfskontakt des Primärgerätes z. B. akustische und optische Meldungen erzeugen.

## Vorteile
Um den Schaltzustand der Anlage oder bestimmter Primärgeräte zu erkennen, genügt ein Blick auf die Relais des Schalterabbildes oder der von diesen gesteuerten Signalgeber (Lampen, Schauzeichen).
Kontaktvervielfältigung: Theoretisch können die Hilfskontakte nahezu unendlich vervielfacht werden, wenn mehrere Relais parallel geschaltet werden.
Kostenersparnis durch kürzere Kabelwege: Steuerungssignale können über die Kontakte der Schalterabbildrelais geführt werden statt direkt über die Hilfsgeräte am Primärgerät
(z. B. Aus-Signale vom Schalterversagerschutz oder Sammelschienenschutz)
Potentialtrennung: Die Spulen der Relais werden z. B. mit 230 V angesteuert, die Kontakte können aber andere und verschiedene Spannungen schalten (je Einsatzzweck z. B. 24 V, 60 V, 100 V usw.)

## Nachteile
Zusätzliche Fehlerquellen: Bei fehlerhaftem Signalfluss kann der Fehler nun beim Hilfskontakt am Primärgerät oder bei dem oder den Relais des Schalterabbildes liegen.